# تشيتونجويزا
تشيتونجويزا (بالإنجليزية: Chitungwiza)‏ هي مستوطنة، في زيمبابوي، تقع في إقليم ماشونالاند الشرقية، بلغ عدد سكانها 321,782 نسمة وذلك حسب إحصائيات سنة 2002، رمزها البريدي هو 0270.